# Paralelo 51 N

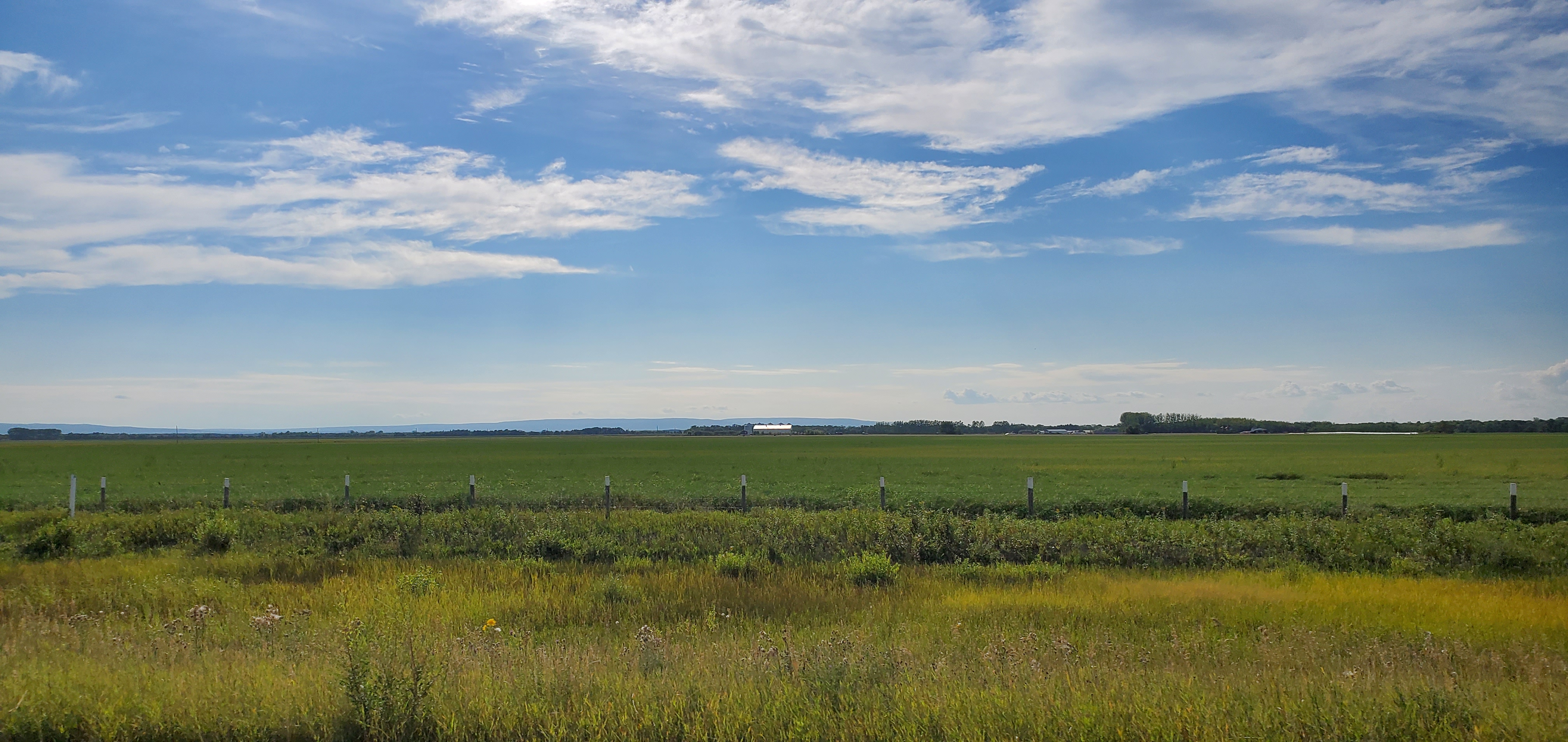
Paisagem na região do paralelo 51 N em Manitoba, Canadá

O Paralelo 51 N é o paralelo no 51° grau a norte do plano equatorial terrestre.
Começando pelo Meridiano de Greenwich e tomando a direção leste, o paralelo 51° Norte passa por:
| País, território ou mar | Notas                                                           |
| ----------------------- | --------------------------------------------------------------- |
| Reino Unido             | Inglaterra                                                      |
| Estreito de Dover       |                                                                 |
| França                  |                                                                 |
| Bélgica                 |                                                                 |
| Países Baixos           |                                                                 |
| Alemanha                |                                                                 |
| Chéquia                 |                                                                 |
| Alemanha                |                                                                 |
| Polónia                 |                                                                 |
| Chéquia                 |                                                                 |
| Polónia                 |                                                                 |
| Ucrânia                 |                                                                 |
| Rússia                  |                                                                 |
| Cazaquistão             | Passa 10 vezes a fronteira Cazaquistão-Rússia                   |
| Rússia                  |                                                                 |
| Mongólia                |                                                                 |
| Rússia                  |                                                                 |
| China                   |                                                                 |
| Rússia                  |                                                                 |
| Estreito da Tartária    |                                                                 |
| Rússia                  | Ilha Sacalina                                                   |
| Mar de Okhotsk          |                                                                 |
| Rússia                  | Península de Kamchatka                                          |
| Oceano Pacífico         | Passa a sul da Ilha Amatignak, Alasca, Estados Unidos           |
| Canadá                  | Colúmbia Britânica Alberta Saskatchewan Manitoba Ontário Quebec |
| Golfo de São Lourenço   |                                                                 |
| Canadá                  | Ilha da Terra Nova, Terra Nova e Labrador                       |
| Oceano Atlântico        |                                                                 |
| Reino Unido             | Inglaterra                                                      |